# Artemia franciscana
Artemia franciscana is een pekelkreeftjessoort uit de familie van de Artemiidae. De wetenschappelijke naam van de soort is voor het eerst geldig gepubliceerd in 1906 door Kellog.